# Ти, пісня моя
«Ти, пісня моя» — радянський художній фільм 1975 року, знятий режисером Анатолієм Кабуловим на кіностудії «Узбекфільм».

## Сюжет
Про кохання естрадного співака Акмаля до прекрасної незнайомки, одного разу зустрітого ним у таксі. Акмаль довго і безуспішно розшукує дівчину, імені та адреси якої не знає, і в нагороду за довгі пошуки випадково зустрічає своє кохання.

## У ролях
- Ораз Амангельдієв — Акмаль Батиров, співак
- Аїда Юнусова — Ділором
- Бахтійор Іхтіяров — Анвар Каримович, естрадний режисер
- Світлана Норбаєва — Каміла, дружина Анвара Каримовича
- Набі Рахімов — батько Ділором
- Лариса Михайлова — Наталка, подруга Ділором
- Рустам Сагдуллаєв — Сабір, друг Ділором
- Шухрат Ях'яєв — Шухрат, племінник Ділором
- Ровшан Агзамов — друг Ділором
- Фархад Амінов — імпресаріо
- Шухрат Іргашев — брат Ділором
- Йодгар Сагдієв — брат Ділором
- Меліс Абзалов — водій таксі
- Анатолій Кабулов — фокусник, член естрадного колективу
- Халіма Камілова — Хосіят Курбанова, вікова балерина
- Фаріда Мумінова — Гульчехра Абдуллаєва, балерина й танцюристка
- Ахат Абдурахманов — дорожній робітник
- Анвара Алімова — продавчиня квітів
- Володимир Лапін — конферансьє
- Максуд Мансуров — дорожній робітник
- Маліка Ахмедова — танцюристка

## Знімальна група
- Режисер — Анатолій Кабулов
- Сценарист — Максуд Ібрагімбеков
- Оператори — Трайко Ефтимовський, Тимур Каюмов
- Композитор — Фелікс Янів-Яновський
- Художник — Вадим Добрін